# Revolutionary Socialist Party (Sambia)
Revolutionary Socialist Party ist eine historische politische Partei in Sambia.
Sie wurde 1992 gegründet und war marxistisch orientiert. Die Partei wurde von Faustina Chilesire geführt.

## Auflösung
Die RSP löste sich auf, es entstanden die Social Democratic Party (SDP), Socialist Caucus und Zambia Alliance for Progress (ZAP). SDP und ZAP nahmen an den Wahlen in Sambia 2001 teil, in der sie zusammen unter ein Prozent der Stimmen erreichten. Damit war das linke ideologische Spektrum in Sambia als politische Kraft praktisch nicht mehr vorhanden. Die Gegensätze von Stadt – Township – Land werden längst anders formuliert und vertreten.